# Protium opacum
Protium opacum är en tvåhjärtbladig växtart. Protium opacum ingår i släktet Protium och familjen Burseraceae.

## Underarter
Arten delas in i följande underarter:
- P. o. exaggeratum
- P. o. opacum
- P. o. rabelianum